# Joram de Israel
Joram (en hebreo: יהורם "yhwrm" Yəhōrām «Yahw ha exaltado») fue el noveno rey de Israel, su historia está recogida en el Segundo libro de los Reyes 3:1 a 27; a continuación se introduce la historia del profeta Eliseo, sucesor de Elías, en la que también se arrojan indirectamente datos del reinado de Joram hasta que se reaunuda la historia en el capítulo 9:1-26.

## Reinado
Gobernó en Israel entre los años 852-841 a. C. un periodo de casi doce años. Hijo de Ajab, sucedió a su hermano Ocozías. Aunque retiró los altares al dios Baal siguió conservando los de otros dioses, por lo que se dice que anduvo en los mismos pecados que sus antecesores. Sabemos que durante su reino se desencadenó una guerra contra Moab en la que contó con la alianza de los reinos de Judá y Edom. Por tanto la alianza que había establecido su padre con los arameos y hebreos de Judá vuelve a funcionar en esta batalla en la que consiguen derrotar a Moab y ocupar su territorio.
También vuelve a haber guerra entre Israel y Siria (vasallos en este momento de los asirios). Nuevamente Ben-Adad sitia la ciudad de Samaria durante un largo período. No obstante se acaba retirando por miedo a que Israel se hubiese aliado con los heteos y egipcios, librándose la ciudad de una derrota segura.

## Eliseo y los sirios
La Biblia ilustra parte de los hechos acaecidos a Israel durante este reino a través de la figura de Eliseo. Da dos datos fundamentales, en primer lugar parece que Eliseo espió para Israel los movimientos del rey de Siria y llegó a tener relevancia dentro de la corte, de este modo salvó en una ocasión a Joram de caer en una emboscada. Por otro lado después del abandono del sitio de Samaria, el rey sirio Ben-Adad cae enfermo y Eliseo profetiza que su hijo Hazael herederá el trono y será quien acabe con el reino de Israel.

## Muerte de Joram
Eliseo hace ungir a Jehú como nuevo rey de Israel, rechazándose de este modo al rey Joram y a toda su casa como había sido profetizado. En el 841 Joram se encontraba junto con Ocozías rey de Judá defendiendo la ciudad de Ramot de Galaad de los sirios, pero siendo heridos tuvieron que retirarse ambos reyes a Jezrael. Jehu fue allí junto con una tropa y retó a ambos reyes. Estos salieron al encuentro de Jehú a la heredad de Nabot y Jehú mató a Joram y más tarde hizo matar a Ocozías rey de Judá en Meguido. Luego fue a Jezrael y dio muerte a la madre de Joram, Jezabel, a quien mandó que tirasen desde una ventana a un patio donde luego su cadáver fue devorado por los perros. Tanto la muerte de Joram en el huerto de Nabot como la muerte de Jezabel devorada por los perros cumplían de este modo las profecías, ninguno de los dos recibió sepultura en Samaria. También dio muerte a todos los hijos de Ajab degollándolos en Jezreel y Samaria. Con la muerte de Joram, la Casa de Omri se extinguió, y Jehú reclamó el trono y después siguió con su sobrino Ocozías de Judá.